# 化穴山
化穴山（ばけあなやま）は、新潟県北部、山形県庄内地方南部の県境に位置する標高1,505.9mの山である。標高差は950m。
登山道は整備されておらず、登頂はかなり困難である。山頂からは展望がよく、以東岳をはじめとした朝日連峰などの眺めがよい。